# Izotropie
Izotropie je vlastnost, kterou se označuje nezávislost na směru. Vlastnosti jsou ve všech směrech stejné. Používá se obvykle jako přídavné jméno izotropní. Např. izotropní záření má stejnou intenzitu bez ohledu na směr měření.
Opakem izotropie je anizotropie.
Používá se ve vědeckých oborech, především ve fyzice a matematice.
- Izotropní tenzor
- Izotropní geodetika
- Opticky izotropní prostředí
- Izotropní látka